# Charlestown (Nuevo Hampshire)
Charlestown es un pueblo ubicado en el condado de Sullivan en el estado estadounidense de Nuevo Hampshire. En el Censo de 2010 tenía una población de 5.114 habitantes y una densidad poblacional de 51,9 personas por km².

## Geografía
Charlestown se encuentra ubicado en las coordenadas 43°14′48″N 72°23′2″O / 43.24667, -72.38389. Según la Oficina del Censo de los Estados Unidos, Charlestown tiene una superficie total de 98.54 km², de la cual 92.72 km² corresponden a tierra firme y (5.9%) 5.82 km² es agua.

## Demografía
Según el censo de 2010, había 5.114 personas residiendo en Charlestown. La densidad de población era de 51,9 hab./km². De los 5.114 habitantes, Charlestown estaba compuesto por el 97.81% blancos, el 0.39% eran afroamericanos, el 0.23% eran amerindios, el 0.41% eran asiáticos, el 0% eran isleños del Pacífico, el 0.12% eran de otras razas y el 1.04% pertenecían a dos o más razas. Del total de la población el 0.8% eran hispanos o latinos de cualquier raza.